# Peregrín Mustieles Cano
Peregrín Mustieles Cano (Valencia, 12 de noviembre de 1846- 6 de enero de 1905) fue un maestro de obras valenciano que desarrolló su obra entre finales del siglo XIX y principios del XX.

## Biografía
Nació el 12 de noviembre de 1846 en la ciudad de Valencia, donde estudió y obtuvo título de maestro de obras en 1870.
Desarrolló su carrera profesional en Valencia, construyendo diversos edificios, algunos de ellos ya desaparecidos. Sus últimos trabajos se enmarcan dentro del modernismo valenciano. Colaboró además en el trazado del ensanche de la calle de san Vicente.. Falleció el 6 de enero de 1905.

## Obras

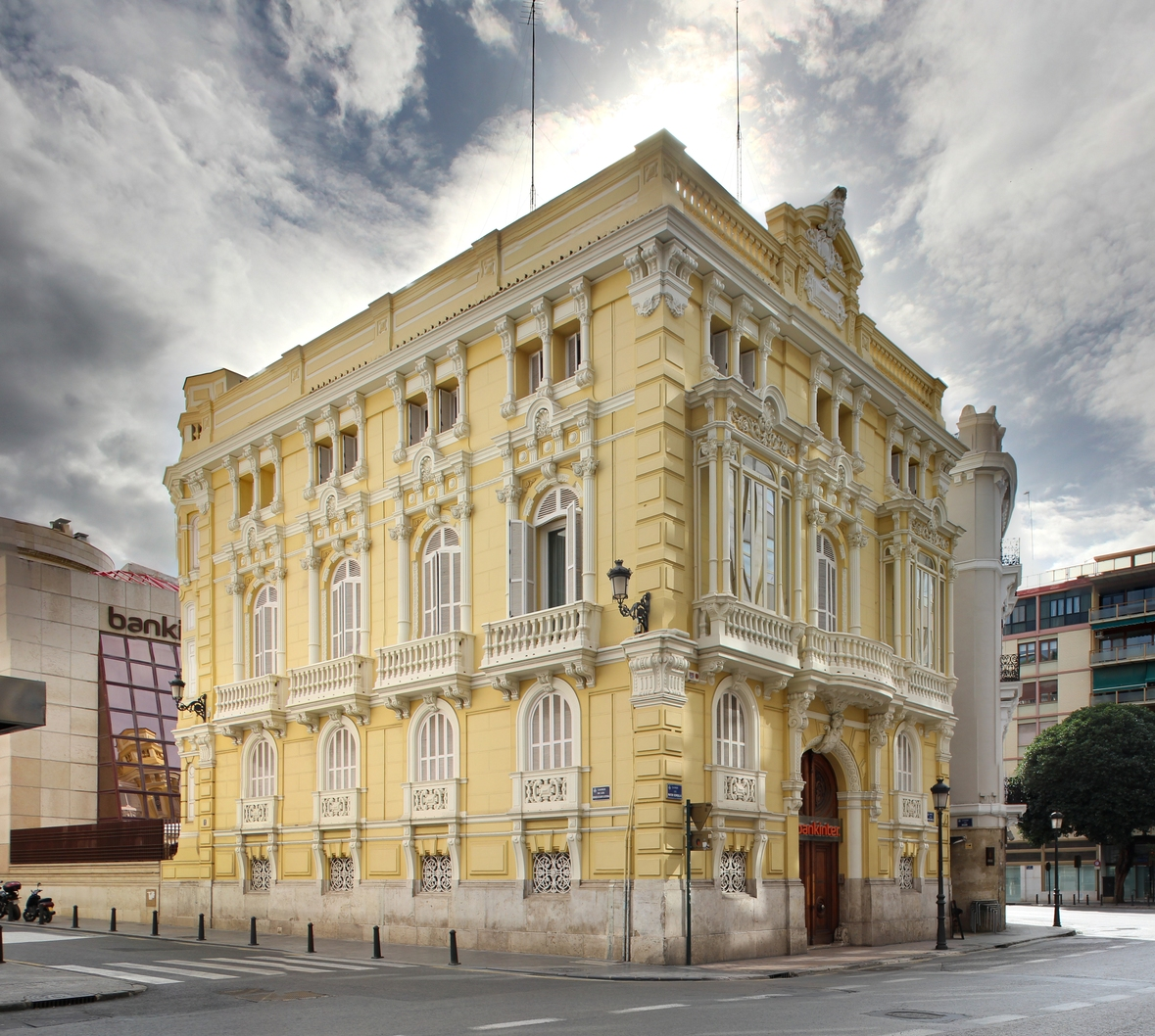
Palacio de los Pescara de Pelegrín Mustieles Cano. En la calle Pintor Sorolla de Valencia

Entre sus obras en la ciudad de Valencia destacan varios edificios privados, principalmente casas y palacetes:
- Casa para Fernando Ibáñez en la plaza de la Congregación número 3 (1886), un palacete decorado con elementos de estilo neogriego.[1]
- Casa para Eugenio Burriel en la calle Avellanas número 9 (1888) en la que vuelve a utilizar elementos decorativos neogriegos junto a «serie de vanos de medio punto sobre columnas corintias».[1]
- Almacenes para los hijos de José Ayora en el camino de Algirós, frente a la estación del Cabañal,1891.[1]
- Casas para Fernando Ibáñez en la plaza del Picadero número 4 y en la calle del Ave María número 3 (1892) en las que «utiliza abundantemente arcos de medio punto» y «elementos clasicistas y neogriegos» y «por primera vez motivos barrocos».[4]
- Palacio de los Pescara, en calle Pintor Sorolla número 24 para Ángeles Grau (1893) en el que combina elementos clásicos, barrocos y neogriegos.[5] Actualmente sede de una entidad bancaria.
- Casa para sí mismo en la calle Libreros número 6, 1894.[5]
- Palacete de Ayora para José Ayora en el camino de Algirós, 1900.[6][5]
- Casa para F. Navarro en calle del Reloj Viejo número 9, 1900, casi completamente en estilo neogriego.[5]
- Edificio Grau para Ángeles Grau en calle de la Paz número 36, 1903, uno de los primeros edificios modernistas valenciano.[5]

Así mismo realizó varias obras fuera de Valencia entre las que destacan la reforma de las iglesias de Navajas y Yátova y la plaza de toros de Vinaroz.